# Metropolis Pt. 2: Scenes from a Memory
Metropolis Pt. 2: Scenes from a Memory é o quinto álbum de estúdio lançado pela banda Dream Theater, em 1999. É o primeiro álbum da banda com a participação de Jordan Rudess no teclado.
Trata-se de um álbum conceitual sobre o personagem Nicholas e a descoberta de sua vida passada. A história é uma continuação da canção "Metropolis Pt. 1: The Miracle And The Sleeper", presente no segundo álbum da mesma banda, Images and Words. Entretanto, a intenção da banda não era escrever a segunda parte da canção, apesar da adição de "Pt. 1". Somente após pedidos de fãs que os integrantes decidiram continuar o trabalho.
A ideia inicial era escrever outra canção ao invés de um álbum inteiro. Durante as sessões de gravação de Falling into Infinity em 1996 e 1997 a obra começou a ser desenvolvida. A banda gravou então uma sessão de 23 minutos com Derek Sherinian no teclado para ser desenvolvida posteriormente. Quando a banda voltou das turnês para trabalhar seu próximo álbum, retornaram à gravação anterior como base.
Enquanto a banda estava em turnê após o lançamento do álbum, a obra era executada por completo. Em 2000, o concerto final na América do norte foi gravado e lançado em CD como Live Scenes from New York, e em DVD como Metropolis 2000: Scenes from New York.
As influências de Scenes from a Memory incluem o ópera rock Tommy do The Who e os álbuns The Lamb Lies Down on Broadway do Genesis, Amused to Death de Roger Waters, OK Computer do Radiohead, Sgt. Pepper's Lonely Hearts Club Band do The Beatles, Misplaced Childhood do Marillion, The Wall e The Final Cut, ambas do Pink Floyd. Quase todos essas obras são também álbuns conceituais (exceto por OK Computer).
Raramente existem pausas entre as canções, resultando em um efeito melhor de que de fato o álbum é uma história, somente separada em diferentes partes.

## História
Após tocar com o tecladista Jordan Rudess no Liquid Tension Experiment, um supergrupo composto por vários membros de bandas de rock progressivo famosas, e terem conseguido compor e trabalhar de forma muito fácil, o baterista Mike Portnoy e o guitarrista John Petrucci convenceram John Myung e James LaBrie a oferecer a Jordan a posição de tecladista da banda no álbum que estavam se preparando para gravar. Jordan aceitou o convite e o então tecladista Derek Sherinian, que estava em Los Angeles, foi mandado embora através de uma audioconferência com os quatro membros em Nova Iorque. Mike e John disseram que, embora a situação tenha sido bastante desconfortável, eles não queriam que Derek cruzasse o país (viajando para Nova Iorque) só para ser mandado embora.
Após a partida de Derek, a banda reuniu-se no estúdio BearTracks em Nova Iorque, onde eles haviam gravado o Images and Words, para gravar o novo álbum. A casa na fotografia da parte de trás do álbum é uma foto do BearTracks.
Metropolis Pt. 2: Scenes from a Memory é considerado um dos melhores álbuns da banda até a atualidade.

### Curiosidades
- O ruído de uma vitrola (ao final da faixa Finally Free) pode ser ouvida no inicio da faixa "The Glass Prison", que abre o álbum seguinte, Six Degrees of Inner Turbulence.
- Algumas faixas deste álbum foram usadas na trilha norte-americana de Dragon Ball Z: A História de Trunks.
- Quatro faixas deste álbum foram tocadas ao vivo durante um concerto em Boston, e está no DVD Breaking The Fourth Wall na ocasião do 15º aniversário de seu lançamento.
- A faixa "The Spirit Carries On" deu nome a um web-documentário de três partes que mostra a audição para o novo baterista do DT após a saída de Mike Portnoy. O escolhido foi Mike Mangini. "The Dance of Eternity" foi uma das músicas usadas na audição.
- O verso "Hello Victoria, so glad to see you my friend" apareceu novamente em mais duas musicas do Dream Theater, "This Dying Soul" e "Repentance". A diferença é que nestas músicas aparece a palavra Mirror (Espelho) no lugar de Victoria.
- O título da faixa "The Dance of Eternity" vem da último verso de "Metropolis Pt.1: The Miracle and The Sleeper", Love is the dance of eternity. Os samples (tocados ao contrário) no início da faixa são desta música citada.
- A faixa "One Last Time" é reprisada na bridge de "Finally Free", sendo uma referência direta ao assassinato da Victoria.
- No DVD "Live Scenes From New York", é revelado que o hipnoterapeuta, a reencarnação de Edward, matou Nicholas.
- No anime Excel Saga, o episódio "Cidade Grande - Parte II" é uma referência direta ao álbum, já que foi lançado pouco tempo depois que o anime estreou no Japão.
- a Capa do album foi desenhada pelo ilustrador Dave McKean, conhecido pelos seus trabalhos conceituais da premiada obra em quadrinhos de Neil Gaiman, Sandman.

## Enredo

### Ato I
Metropolis Pt. 2: Scenes from a Memory abre com Nicholas, um homem com problemas que consulta-se com um hipnoterapeuta que lhe faz uma sessão de hipnose de terapia de vidas passadas. Em transe hipnótico, ele começa a ver uma mulher chamada Victoria e uma vida que lhe parece estranhamente familiar, apesar do fato de que ele nunca esteve lá antes. Nicholas descobre que foi Victoria numa vida passada, e que ela foi assassinada. Ele começa a acreditar que Victoria o está assombrando para lhe revelar a verdade sobre o assassinato.
Nicholas começa a lembrar de sua vida como Victoria, e de como ela estava se distanciando de seu companheiro Julian por causa do vício deste em bebida e jogo. Ela é amparada por Edward, irmão de Julian, e eles começam a ter um romance. Nicholas assume que Julian assassinou os dois por tê-los descoberto: esta história apareceu num jornal que noticiou o evento, com o relato de uma testemunha que presenciou o crime.
Entretanto, Nicholas começa a duvidar desta história, e conversa com um velho homem que tinha conhecimento do caso. Nicholas se dá conta de que não conseguirá voltar à sua vida presente enquanto não resolver o assassinato.

### Ato II
O segundo ato começa descrevendo os vícios de Julian em cocaína e jogo, que fazem com que Victoria se afaste dele.
Edward sente-se culpado por trair seu irmão, mas decide que seu amor por Victoria é maior que sua culpa, e a seduz enquanto ela está vulnerável pelo término do relacionamento. Após visitar a velha casa de Edward, Nicholas acredita que resolveu o mistério: Julian implorou perdão à Victoria, e ela não aceitou, então Julian a matou e também a Edward. Julian se passou por testemunha e relatou o caso ao jornal.
Resolvido o mistério, Nicholas então resolve dar adeus à Victoria. O terapeuta encerra a sessão neste momento, apesar dos apelos de Victoria para que ele não vá ainda.
A narrativa corta para a perspectiva de Edward, revelando que ele desejou que seu romance com Victoria tivesse se tornado algo mais sério. Victoria, na verdade, começara se reconciliar com Julian novamente. Edward, enciumado, confronta os dois, os mata, e então forja a cena do crime assumindo o papel da testemunha que relatou o caso ao jornal. O flashback inclui Edward dizendo a Victoria "open your eyes" ("abra seus olhos") antes de matá-la, da mesma forma que o terapeuta disse a Nicholas ao acordá-lo do transe.
No presente, Nicholas chega em casa, e é seguido pelo terapeuta. Nicholas ouve novamente a frase "abra seus olhos" antes do álbum cortar e concluir com ruído estático. A banda confirmou no DVD Metropolis 2000: Scenes from New York que o terapeuta é Edward reencarnado, e que ele matou Nicholas, fechando novamente o ciclo.
O ruído estático que encerra o álbum continua no início de "The Glass Prison", primeira faixa do álbum seguinte, Six Degrees of Inner Turbulence.

## Faixas
| Acto um |                                         |               |               |         |  |
| N.º     | Título                                  | Letras        | Música        | Duração |  |
| 1.      | "Scene One: Regression"                 | John Petrucci | John Petrucci | 2:06    |  |
| 2.      | "Scene Two: Part I. Overture 1928"      | Instrumental  | Dream Theater | 3:37    |  |
| 3.      | "Scene Two: Part II. Strange Deja Vu"   | Mike Portnoy  | Dream Theater | 5:12    |  |
| 4.      | "Scene Three: Part I. Through My Words" | John Petrucci | John Petrucci | 1:02    |  |
| 5.      | "Scene Three: Part II. Fatal Tragedy"   | John Myung    | Dream Theater | 6:49    |  |
| 6.      | "Scene Four: Beyond This Life"          | John Petrucci | Dream Theater | 11:22   |  |
| 7.      | "Scene Five: Through Her Eyes"          | John Petrucci | Dream Theater | 5:29    |  |

| Acto dois |                                              |               |               |         |  |
| N.º       | Título                                       | Letras        | Música        | Duração |  |
| 8.        | "Scene Six: Home"                            | Mike Portnoy  | Dream Theater | 12:53   |  |
| 9.        | "Scene Seven: Part I. The Dance of Eternity" | Instrumental  | Dream Theater | 6:13    |  |
| 10.       | "Scene Seven: Part II. One Last Time"        | James LaBrie  | Dream Theater | 3:46    |  |
| 11.       | "Scene Eight: The Spirit Carries On"         | John Petrucci | Dream Theater | 6:38    |  |
| 12.       | "Scene Nine: Finally Free"                   | Mike Portnoy  | Dream Theater | 11:59   |  |

## Créditos

### Banda
- James LaBrie – vocal
- John Myung – baixo
- John Petrucci – guitarra e vocal
- Mike Portnoy – bateria
- Jordan Rudess – teclado

### Músicos adicionais
- Theresa Thomason - vocal adicional em "Through Her Eyes" e "The Spirit Carries On".
- Coro gospel - vocal de apoio em "The Spirit Carries On". Theresa Thomason, Mary Canty, Shelia Slappy, Mary Smith, Jeanette Smith, Clarence Burke Jr., Carol Cyrus e Dale Scott. Arranjo e condução por Jordan Rudess .
- Terry Brown - a voz do hipnoterapeuta.

### Produção
- Doug Oberkircher - engenharia de som
- Brian Quackenbush - assistência de engenharia
- Michael Bates - assistência de engenharia
- Terry Brown - co-produção dos vocais
- Kevin Shirley - mixagem de áudio nas faixas 2 a 8 e 11
- Rory Romano - assistência de mixagem nas faixas 2 a 8 e 11
- David Bottrill - mixagem de áudio nas faixas 1, 9, 10 e 12
- Shinobu Mitsuoka - assistência de mixagem nas faixas 1, 9, 10 e 12
- George Marino - masterização
- Eugene Nastasi - assistência de masterização
- Lili Picou - direção de arte e design
- Dave McKean - arte da capa
- Ken Schles - fotografia
- Andrew Lepley - fotografia